# Tobi (wyspa)
Tobi (zamiennie Hatohobei lub Kodgubi) – wyspa położona na zachodnim Oceanie Spokojnym, należąca do państwa Palau, stan Hatohobei.

## Toponimia

### Etymologia nazwy
Nazwa w języku tobi (Hatohobei) oznacza „wyspę stworzoną przez magię”.

### Historyczne nazwy
Historyczne nazwy wyspy:
- do dziś – Hatohobei (tobi);
- 1767 – Evening Island (ang.);
- 1773 – San Carols (hisz.);
- 1781 – Lord North's Island (ang.);
- 1788 – Johnstone Island (ang.);
- 1789 – Neville Island (ang.);
- 1832 – Tobi (ang.)

## Geografia

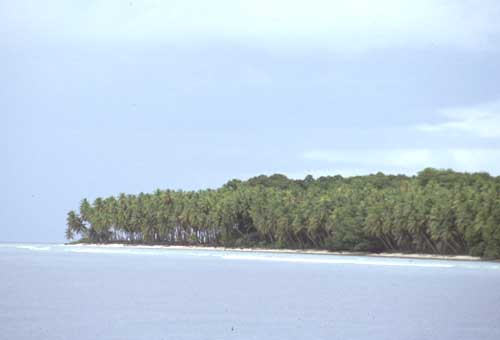
Północno-zachodnie wybrzeże wyspy

Tobi jest wyspą koralową. Jej długość z północy na południe to około 1,6 km, a szerokość około 800 metrów. Powierzchnia wynosi 0,85 km². Porośnięta jest gęsto palmami kokosowymi. W 2012 roku wyspę zamieszkiwało na stałe 10 osób skupionych w jedynej na wyspie osadzie Hatohobei. Wraz z niezamieszkaną, położoną 75 km na wschód rafą Helen Reef stanowi powierzchnię stanu Hatohobei, jednego z szesnastu stanów Republiki Palau. Jest najdalej wysuniętą na południowy zachód zamieszkaną wyspą należącą do tego państwa. Od dawnej stolicy kraju Koror oddalona jest o około 600 km. Mieszkańcy wyspy posługują się własnym językiem tobi.

## Historia

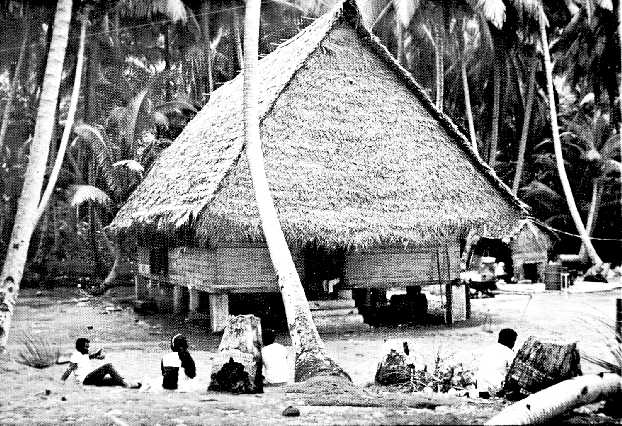
Chata na wyspie w 1971 roku

Najstarsze ślady osadnictwa pochodzą z XV w. Najprawdopodobniej wyspę zasiedliły ludy przybyłe z atolu Ulithi, wyspy Fais lub innych części Karolin. Mieszkańcy wyspy w pierwszych wiekach swojej egzystencji zajmowali się połowem ryb oraz uprawą ziemi. Wśród uprawianych roślin były m.in. słodki ziemniak, bananowiec, palma kokosowa, chlebowiec i papaja. Mieszkali w domach zbudowanych z pni palm kokosowych krytych strzechą z liści. Do obróbki drewna wykorzystywali narzędzia wykonane z małży, a ze skorup żółwi i kości ptaków wyrabiali narzędzia do połowu ryb i biżuterię. Żyli w społeczności podzielonej na rody i klany.
Prawdopodobnie pierwszym Europejczykiem, który odkrył Tobi, był kapitan Woodes Rogers dowodzący okrętem Duke of Bristol w czasie rejsu z Guam na Ternate. 10 kwietnia 1710 zauważył podczas rejsu niewielki, płaski ląd, gęsto porośnięty roślinnością, który późniejsi historycy identyfikowali właśnie z Tobi. Kolejne wyprawy, które docierały w pobliże wyspy, nadawały jej za każdym razem nowe nazwy. Wyprawa dowodzona przez Philipa Cartereta, która dotarła w pobliże wyspy 27 września 1767 w godzinach wieczornych, nazwała ją Evening Island – Wyspą Wieczorną. Z kolei załoga hiszpańskiego statku w roku 1773 nazwała wyspę San Carlos. Dwie inne nazwy nadane w następnych latach to Johnstone Island i Lord North.

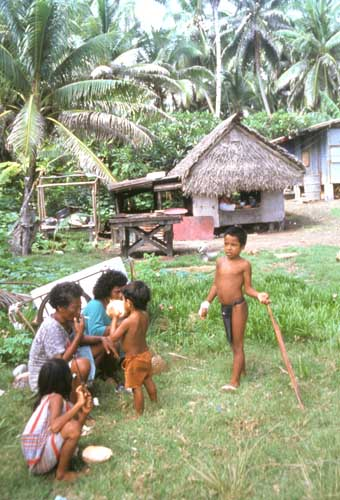
Mieszkańcy wyspy; chłopiec z prawej w tradycyjnej przepasce biodrowej

Pierwsze kontakty miejscowej ludności z przedstawicielami cywilizacji zachodniej miały miejsce w roku 1832, kiedy do Tobi dotarli dryfujący na łodziach rozbitkowie z wielorybniczego amerykańskiego statku Mentor, który rozbił się na atolu Ngaruangl na północ od Babeldaob. W roku 1899 Tobi wraz z Karolinami znalazła się pod kontrolą Niemiec. Do czasu I wojny światowej wchodziła w skład kolonii Nowa Gwinea Niemiecka. W czasach niemieckiego kolonializmu liczba ludności na wyspie systematycznie zaczęła maleć. Najpierw kolonizatorzy wywieźli pewną liczbę Tobijczyków do pracy w kopalni fosforytów, których złoże zostało odkryte na początku XX wieku na wyspie Angaur. Później wydarzeniami mającymi znaczący wpływ na spadek liczby ludności był katastrofalny tajfun i epidemie jakie nawiedziły Tobi i sąsiednie wyspy. Ogólnie liczba Tobijczyków spadła z tysiąca na początku XX w. do dwustu w latach czterdziestych. Gdy po zakończeniu I wojny światowej Niemcom odebrano wszystkie kolonie, Tobi wraz z innymi wyspami dzisiejszego Palau weszła w skład terytorium mandatowego pod kontrolą Japonii. W czasie panowania Japończyków mieszkańcy zaczęli zajmować się produkcją kopry. Na początku lat 30. dzięki działalności misyjnej hiszpańskiego jezuity ojca Marino de la Hoz wszyscy przeszli na katolicyzm. Zbudowano wtedy na wyspie kościół Góry Karmel. Czasy japońskie to także początek edukacji i kontaktów z nowoczesną medycyną. W roku 1945 japońskie terytorium mandatowe wraz z Tobi zajęły wojska amerykańskie, a od roku 1947 stało się ono terytorium powierniczym ONZ pod kontrolą Stanów Zjednoczonych do czasu uzyskania niepodległości przez Palau w roku 1994.
Dzieje wyspy w przekazach ustnych jej mieszkańców dzielą się na pięć okresów noszących nazwy w ich własnym języku tobi: Ifiri Mosuwe – czasy dawne, okres od zasiedlenia wyspy do momentu pierwszych kontaktów z cywilizacją zachodnią, Ifiri Ingris – czasy angielskie, okres sporadycznych kontaktów Tobijczyków z anglojęzycznymi załogami statków przepływających w pobliżu wyspy, Ifiri Doitch – czasy niemieckie, okres przynależności do kolonii Nowa Gwinea Niemiecka, Ifiri Sapan – czasy japońskie, okres przynależności do japońskiego Mandatu Południowego Pacyfiku, Ifiri Merik – czasy amerykańskie, okres gdy Tobi należała do Powierniczych Wysp Pacyfiku zarządzanych przez USA.